# Eggendorf
Eggendorf è un comune austriaco di 4 685 abitanti nel distretto di Wiener Neustadt-Land, in Bassa Austria.